# Kombinacja norweska na Mistrzostwach Świata Juniorów w Narciarstwie Klasycznym 2013
Kombinacja norweska na 33. Mistrzostwach Świata Juniorów odbywała się w dniach 23 - 26 stycznia 2013 roku w czeskim Libercu. Zawodnicy rywalizowali w trzech konkurencjach: sprincie, zawodach metodą Gundersena oraz zawodach drużynowych.

## Wyniki

### Gundersen HS100/10 km
23 stycznia 2013 r.
| Pozycja | Zawodnik          | Narodowość | Czas    |
| ------- | ----------------- | ---------- | ------- |
|         | Manuel Faißt      | Niemcy     | 24:51.0 |
|         | David Welde       | Niemcy     | 25:02.3 |
|         | Han-Hendrik Piho  | Estonia    | 25:10.5 |
| 4.      | Ilkka Herola      | Finlandia  | 25:14.3 |
| 5.      | Takehiro Watanabe | Japonia    | 25:19.2 |
| 6.      | Franz-Josef Rehrl | Austria    | 25:37.4 |
| 7.      | Tomáš Portyk      | Czechy     | 25:51.3 |
| 8.      | Espen Bjørnstad   | Norwegia   | 25:58.8 |
| 9.      | Jakob Lange       | Niemcy     | 26:08.9 |
| 10.     | Kristjan Ilves    | Estonia    | 26:11.6 |

### Sprint HS100/5 km
25 stycznia 2013 r.
| Pozycja | Zawodnik          | Narodowość | Czas    |
| ------- | ----------------- | ---------- | ------- |
|         | Manuel Faißt      | Niemcy     | 11:49.4 |
|         | Theo Hannon       | Francja    | 11:52.0 |
|         | Kristjan Ilves    | Estonia    | 12:14.6 |
| 4.      | Ilkka Herola      | Finlandia  | 12:16.0 |
| 5.      | Franz-Josef Rehrl | Austria    | 12:20.6 |
| 6.      | Takehiro Watanabe | Japonia    | 12:21.3 |
| 7.      | David Welde       | Niemcy     | 12:25.0 |
| 8.      | Arttu Aalander    | Finlandia  | 12:27.4 |
| 9.      | Tomáš Portyk      | Czechy     | 12:37.5 |
| 10.     | Jakob Lange       | Niemcy     | 12:39.5 |

### Sztafeta HS100/4x5 km
26 stycznia 2012 r.
| Pozycja | Państwo           | Zawodnicy                                                      | Czas    |
| ------- | ----------------- | -------------------------------------------------------------- | ------- |
|         | Niemcy            | Michael Schuller Jakob Lange David Welde Manuel Faißt          | 47:46.9 |
|         | Austria           | Franz-Josef Rehrl Paul Gerstgraser Thomas Jöbstl Philipp Orter | +10.0   |
|         | Japonia           | Gō Yamamoto Go Sonehara Shota Horigome Takehiro Watanabe       | +1:02.9 |
| 4.      | Rosja             | Dmitrij Żarkow Jewgienij Klimow Timofiej Borisow Samir Mastjew | +1:53.9 |
| 5.      | Finlandia         | Arttu Ålander Ville Heikkinen Leevi Mutru Ilkka Herola         | +1:58.9 |
| 6.      | Norwegia          | Sindre Pettersen Espen Bjørnstad Espen Andersen Mads Waaler    | +1:59.4 |
| 7.      | Francja           | Hugo Buffard Nicolas Didier Thomas Strappazzon Theo Hannon     | +2:12.2 |
| 8.      | Estonia           | Kristjan Ilves Rauno Loit Karl Mustjogi Han-Hendrik Piho       | +2:59.2 |
| 9.      | Stany Zjednoczone | Erik Lynch Aleck Gantick Ben Berend Tyler Smith                | +3:28.3 |
| 10.     | Czechy            | Tomáš Portyk Martin Zeman Adam Oplištil Martin Dufek           | +4:34.6 |

## Klasyfikacja medalowa
| Miejsce | Państwo |   |   |   | złoto · srebro · brąz |
| ------- | ------- | - | - | - | --------------------- |
| 1.      | Niemcy  | 3 | 1 | 0 | 4                     |
| 2.      | Austria | 0 | 1 | 0 | 1                     |
| 2.      | Francja | 0 | 1 | 0 | 1                     |
| 4.      | Estonia | 0 | 0 | 2 | 2                     |
| 5.      | Japonia | 0 | 0 | 1 | 1                     |